# Стра
Стра (італ. Stra, вен. Stra) — муніципалітет в Італії, у регіоні Венето, метрополійне місто Венеція.
Стра розташована на відстані близько 400 км на північ від Рима, 20 км на захід від Венеції.

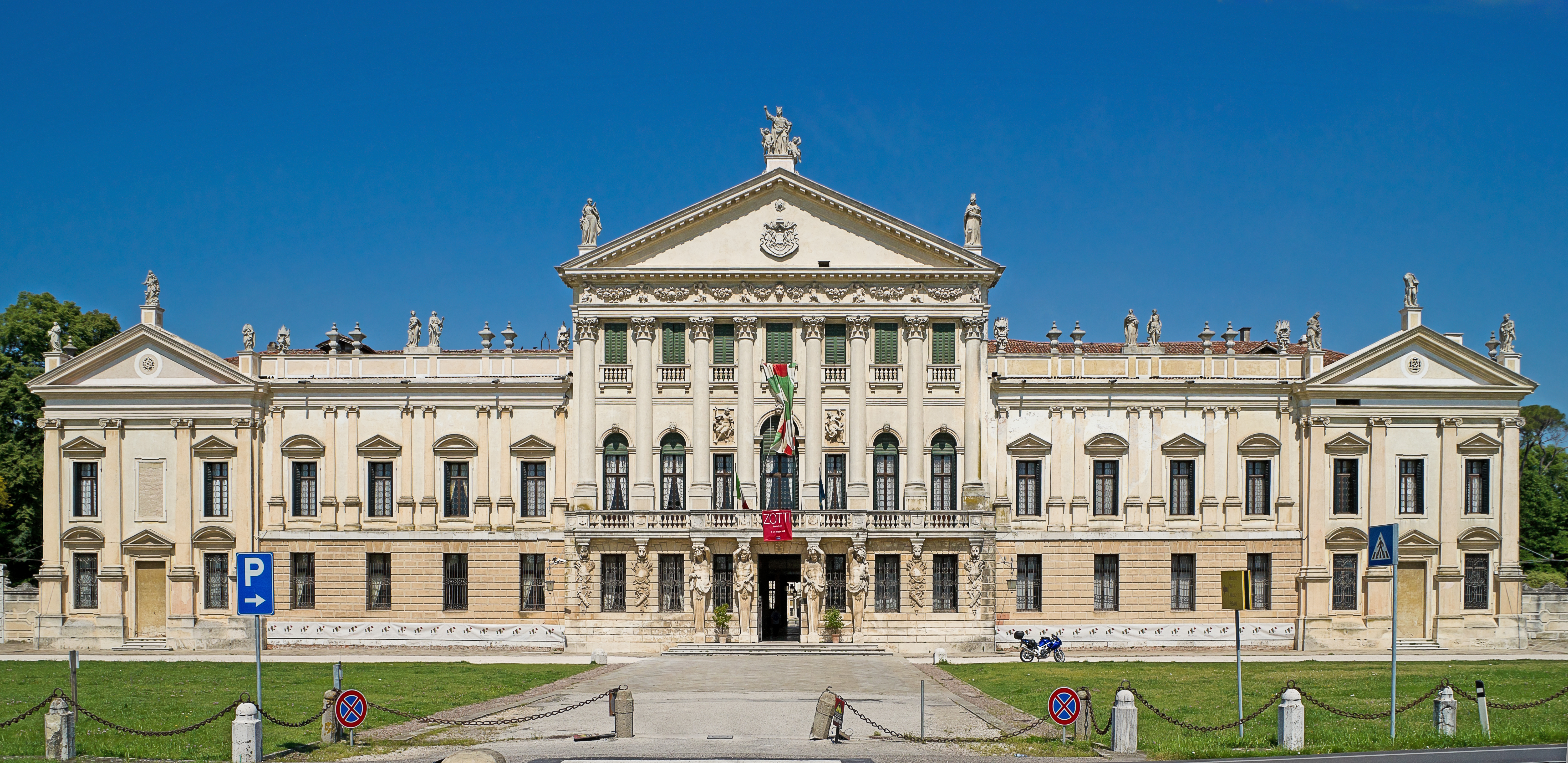

Населення — 7680 осіб (2014).

## Демографія
Населення за роками:

Станом на 1 січня 2023 року в муніципалітеті офіційно проживало 1057 іноземців з 51 країни, серед них 313 громадян країн Євросоюзу та 18 громадян України.

## Сусідні муніципалітети
- Доло
- Фієссо-д'Артіко
- Фоссо
- Новента-Падована
- Вігоново
- Вігонца